# Keragodi, Tiptur
Keragodi là một làng thuộc tehsil Tiptur, huyện Tumkur, bang Karnataka, Ấn Độ.